# VfL Rheinbach
Der VfL Rheinbach (offiziell: Verein für Leibesübungen Rheinbach 1934 e. V.) war ein Sportverein aus Rheinbach im Rhein-Sieg-Kreis. Die erste Fußballmannschaft spielte zwei Jahre in der damals viertklassigen Oberliga Nordrhein.

## Geschichte
Der Verein wurde im Jahre 1913 als SC Rheinbach gegründet. Im Jahre 1934 fusionierte dieser mit dem 1905 gegründeten TV Rheinbach zum VfL Rheinbach. Noch im selben Jahr trennten sich die Fußballer wieder vom VfL ab, mussten aber drei Jahre später zwangsweise zum VfL zurückkehren. Ab 1948 gingen der VfL Rheinbach und TV Rheinbach wieder getrennte Wege.
Die Fußballer spielten zunächst auf Kreisebene und schafften 1964 erstmals den Sprung in die Bezirksliga. Nach dem direkten Wiederabstieg ging es 1969 in die 2. Kreisklasse zurück. Zwei Jahre später gelang der Wiederaufstieg und 1978 stieg der VfL zum zweiten Mal in die Bezirksliga auf. Drei Jahre später gelang der Aufstieg in die Landesliga, ehe der VfL 1988 den Sprung in die Verbandsliga Mittelrhein schaffte. Nach nur einem Jahr musste die Mannschaft in die Landesliga zurück, ehe 1992 der erneute Aufstieg in die Verbandsliga gelang. Drei Jahre später stieg der VfL durch die bessere Tordifferenz gegenüber dem SV Baesweiler 09 als Mittelrheinmeister in die Oberliga Nordrhein auf. Nachdem die Mannschaft sich in der Saison 1995/96 nur knapp vor dem Abstieg retten konnte, folgte ein Jahr später als Vorletzter der Abstieg.
Drei Jahre später hatte der VfL die Chance zum Wiederaufstieg. Wegen der schlechteren Tordifferenz gegenüber Borussia Freialdenhoven wurde der VfL Vizemeister und musste ein Entscheidungsspiel gegen den Vizemeister von Niederrhein Ratingen 04/19 bestreiten. Diese Partie verloren die Rheinbacher mit 1:2 nach Verlängerung im neutralen Zons. In den folgenden Jahren erreichte der VfL Mittelfeldpositionen in der Verbandsliga Mittelrhein, die sich seit 2008 Mittelrheinliga nennt. Aus dieser stieg die Mannschaft im Jahre 2010 ab und musste 2014 noch in die Bezirksliga absteigen. Dort gelang als Vizemeister hinter dem Siegburger SV 04 der direkte Wiederaufstieg. In der folgenden Saison 2015/16 schafften die Rheinbacher den Durchmarsch in die Mittelrheinliga. Kurioserweise war der VfL erneut Vizemeister hinter dem Siegburger SV 04. Nach nur einem Jahr folgte der Abstieg in die Landesliga.

## Persönlichkeiten

### Spieler
- Lothar Dittmer
- Moritz Hartmann
- Christian Knees
- Markus Kranz
- Mario Lau
- Max Lunga
- Freddy Mombongo-Dues
- Hans Sarpei
- René Schild
- Lukas Sinkiewicz
- Hermann-Josef Werres
- Erich Sauk

### Trainer
- Nissim Beniesch (Juli 2005 bis Juni 2008)
- Wolfgang Schlösser (Juli 2011 bis November 2013)
- Hans-Georg Jung (November 2013 bis März 2014)
- Alex Mehl (März 2014 bis Juni 2017)
- Achim Schmickler (Juli 2017 bis Juni 2019)

## Nachfolgeverein SC Rheinbach
Im Jahre 2019 fusionierte der VfL Rheinbach mit dem Lokalrivalen 1. FC Rheinbach zum SC Rheinbach, der den Platz in der Landesliga Mittelrhein übernahm. Im Zuge der Fusion wurde der VfL Rheinbach liquidiert. Heimspielstätte ist der Freizeitpark Rheinbach.
Der 1. FC Rheinbach erreichte nach zwei Aufstiegen innerhalb von drei Jahren in der Saison 2007/08 die Landesliga Mittelrhein. Für bundesweite Aufmerksamkeit sorgten die Rheinbacher im März 2008, als beim Spiel gegen den TuS Oberpleis für 35 Minuten der ehemalige Nationalspieler Wolfgang Kleff im Tor stand. Die Partie ging mit 1:4 verloren und die Mannschaft musste am Saisonende absteigen. Anschließend rutschte der 1. FC Rheinbach bis in die Kreisliga B ab und spielte zum Zeitpunkt der Fusion in der Kreisliga A.
Der SC Rheinbach übernahm vom VfL Rheinbach den Platz in der Landesliga und wurde in der Saison 2021/22 Vizemeister hinter dem SV Eintracht Hohkeppel.